# Prionolabis imanishii
Prionolabis imanishii là một loài ruồi trong họ Limoniidae. Chúng phân bố ở miền Cổ bắc.